# Palmet

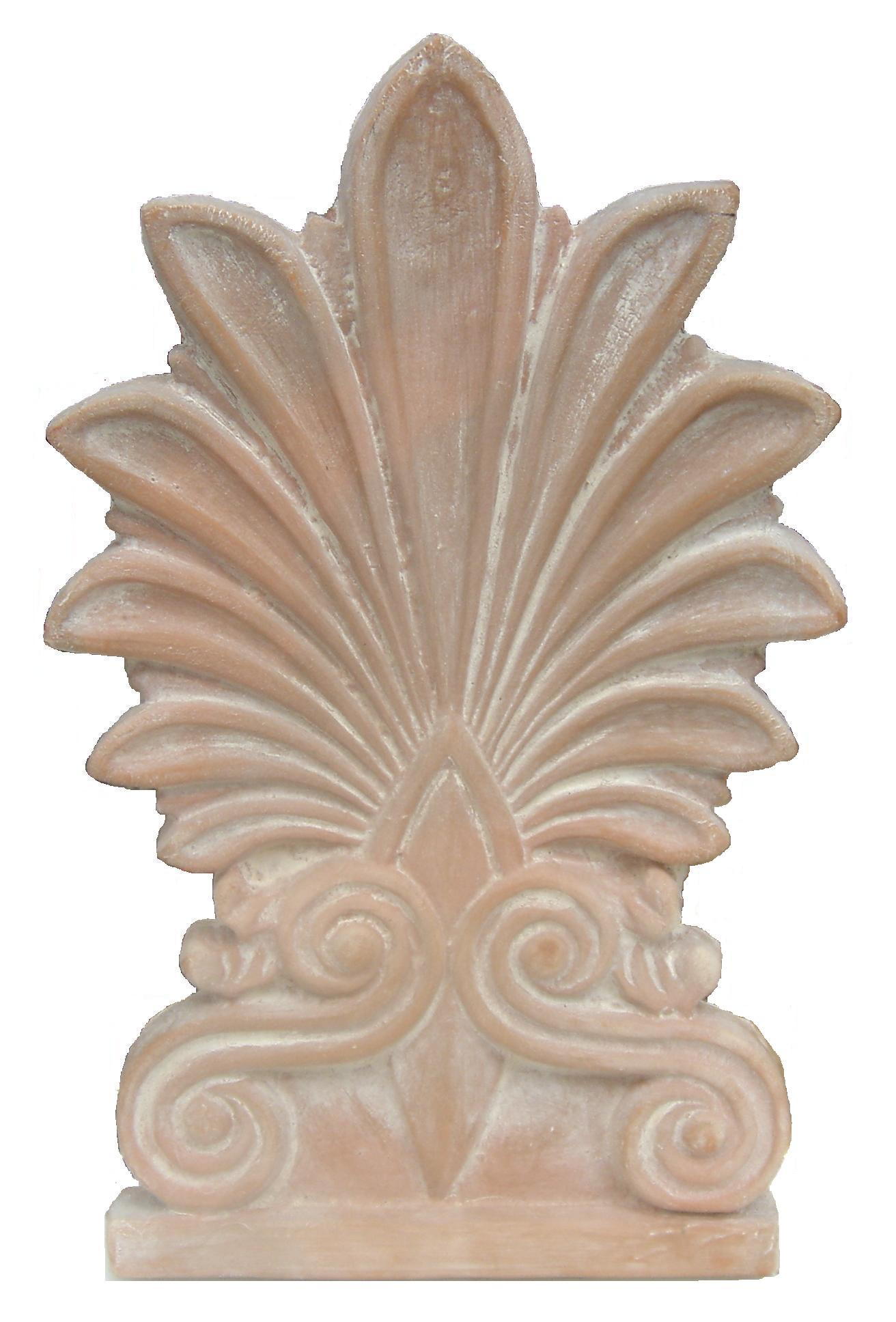
Palmet gebruikt als akroterion

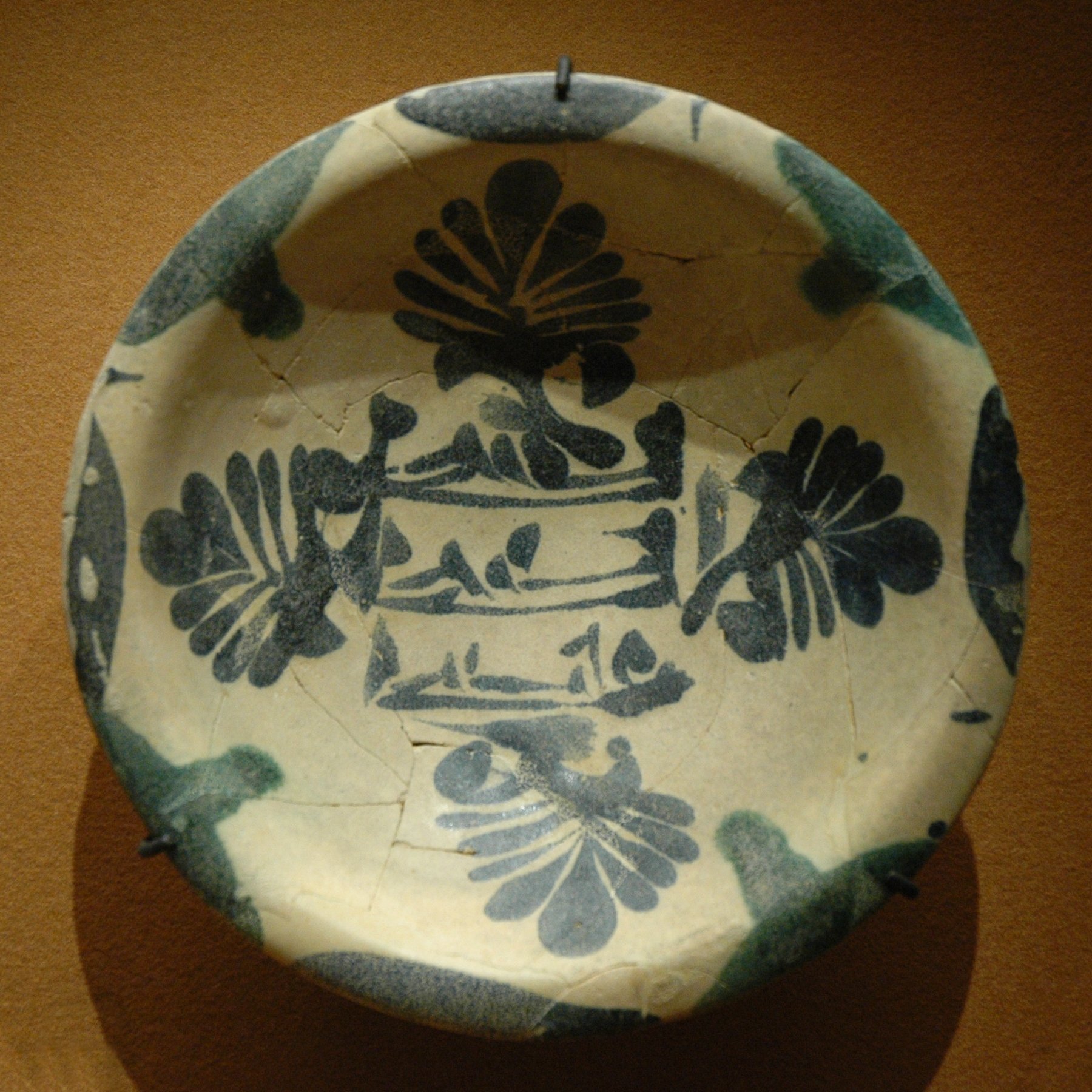
Schotel uit Irak, 9e-10e eeuw. Arabische inscriptie met vier palmetten eromheen

Een palmet, meervoud: "palmetten", is een ornament in de vorm van gestileerde palmbladeren. Het Franse woord "palmet" betekent "kleine palm" en is afgeleid van het Latijnse woord "palma" dat ook vlakke hand betekent. Radiaal aangebrachte bladeren van bepaalde palmbomen vormen immers de vorm van een hand.
Het zeer decoratieve ornament komt al in de oudheid voor op Minoïsche kunst uit het tweede millennium voor onze jaartelling. Het is verwant aan het lotusblad. Men vindt het terug in de Griekse architectuur waar het de meanderende lijsten afwisselt en in de decoratie van vazen en schalen.

Het palmetornament is sindsdien steeds gebruikt. We vinden het ook in de Karolingische kunst, in de classicistische kunst en de jugendstil. Door zijn vorm is de palmet zeer geschikt als sjabloon of als borduurpatroon op bijvoorbeeld ambtskostuums en koningsmantels.